# Vepris arushensis
Vepris arushensis är en vinruteväxtart som beskrevs av J.O. Kokwaro. Vepris arushensis ingår i släktet Vepris och familjen vinruteväxter. Inga underarter finns listade i Catalogue of Life.